# Сијена (округ)
Округ Сијена (итал. Provincia di Siena) је округ у оквиру покрајине Тоскана у средишњој Италији. Седиште округа и највеће градско насеље је истоимени град Сијена.
Површина округа је 3.821 км², а број становника 260.882 (2008. године).

## Природне одлике
Округ Сијена се налази у средишњем делу државе и у средини Тоскане. Округ је махом брдски са типичним тосканским пејзажом (виногради и маслињаци). На југу се издижу и планине, од којих је највиша Монте Четона.

## Становништво
По последњим проценама из 2008. године у округу Сијена живи преко 260.000 становника. Густина насељености је мала, нешто испод 70 ст/км², што је много пута мање од државног и покрајинског просека. Међутим, Густина нсељености је већа у северној половини округа, која је нижа и ближа већим градовима.
Поред претежног италијанског становништва у округу живе и одређени број досељеника из свих делова света.

## Општине и насеља
У округу Сијена постоји 36 општина (итал. Comuni).
Најважније градско насеље и седиште округа је град Сијена (54.000 ст.) у средишњем делу округа, а други по значају и величини је град Погибонзи (29.000 ст.) у северном делу округа.
Уоквиру округа се налази и историјски градићи Сан Ђимињано и Пијенца, који су данас под заштитом УНЕСКОа.